# Daniel Fernando Sturla Berhouet
Daniel Fernando Sturla Berhouet (Montevideo, 4 de juliol de 1959) és un salesià, sacerdot catòlic uruguaià. És el setè i actual arquebisbe de Montevideo.

## Obres
- 1916-1917: Separación de la Iglesia y el Estado en el Uruguay, Instituto Teológico del Uruguay Mariano Soler, Libro Anual, 1993 (castellà)
- ¿Santa o de Turismo? Calendario y secularización en el Uruguay, Instituto Superior Salesiano, colección Proyecto Educativo, 2010 (castellà)